# Naš
Naš (stsl. našь) je naziv za slovo glagoljice i stare ćirilice. 
Koristilo se za zapis glasova /n/ i /nj/, te u glagoljici kao broj 70.
Standard Unicode i HTML ovako predstavljaju slovo naš u glagoljici:
|                  | Unikod | Unikod                          | HTML     | HTML | izgled ovisi o pregledniku | poveznice (engl.)                |
| k. točka         | naziv  | kod                             | entitet  |      | izgled ovisi o pregledniku | poveznice (engl.)                |
| ---------------- | ------ | ------------------------------- | -------- | ---- | -------------------------- | -------------------------------- |
| veliko slovo naš | U+2C10 | GLAGOLITIC CAPITAL LETTER NASHI | &#x2C10; | nema | Ⱀ                          | detaljni podaci test preglednika |
| malo slovo naš   | U+2C40 | GLAGOLITIC SMALL LETTER NASHI   | &#x2C40; | nema | ⱀ                          | detaljni podaci test preglednika |

## Vanjske poveznice
- Definicija glagoljice u standardu Unicode (PDF) (eng.)
- Stranica R. M. Cleminsona, s koje se može instalirati font Dilyana koji sadrži glagoljicu po standardu Unicode  Arhivirana inačica izvorne stranice od 29. listopada 2005. (Wayback Machine) (eng.)